# Éraic
 (signalé en juin 2025).
Si vous disposez d'ouvrages ou d'articles de référence ou si vous connaissez des sites web de qualité traitant du thème abordé ici, merci de compléter l'article en donnant les références utiles à sa vérifiabilité et en les liant à la section « Notes et références ».
- Archive Wikiwix
- Bing
- Cairn
- DuckDuckGo
- E. Universalis
- Gallica
- Google
- G. Books
- G. News
- G. Scholar
- Persée
- Qwant
- (zh) Baidu
- (ru) Yandex
- (wd) trouver des œuvres sur Wikidata

Un éraic (ou éric) était en Irlande ancienne un paiement en guise de réparation pour un crime, notamment un meurtre, fait par le criminel au profit de la victime ou de sa famille. Cette réparation permettait d'éviter les actes de vengeance ou les querelles ancestrales. Il trouve un équivalent dans d'autres cultures ; le galanas gallois, le wergeld chez les germains, le główszczyzna chez les Polonais, voir le diyya dans le monde arabe.
Dans la mythologie celtique irlandaise, l'éraic a une place importante, particulièrement dans le récit Oidheadh Chloinne Tuireann. En effet, les fils de Tuireann se voient imposés un éraic qui consiste à obtenir des objets fabuleux au profit de Lugh, en guise de réparation pour le meurtre de Cian, le père de Lugh.